# ساری-بولونگ (شهرستان یومگل)
ساری-بولونگ (به لاتین: Sary-Bulung) یک منطقهٔ مسکونی در قرقیزستان است که در شهرستان یومگل واقع شده‌است. ساری-بولونگ ۲۹۳ نفر جمعیت دارد و ۱٬۹۲۷ متر بالاتر از سطح دریا واقع شده‌است.